# Ндоци, Аида
Аида Ндоци (алб. Aida Ndoci) — албанская певица, представительница Албании на конкурсе песни Евровидение 2007.
В 2007 исполнительница решает принять участие на «Festivali i Këngës» (с 2004 этот фестиваль стал отборочным туром на конкурс Евровидение). Исполнив вместе с мужем Фредериком (уже бывшим) фолк-балладу «Balada e gurit» (рус. Баллада о камне), дуэт становится победителем конкурса, набрав 55 очков и опередив пятнадцать других популярных албанских исполнителей. Победа в «Festivali i Këngës» предоставила им возможность представить свою страну на предстоящем Евровидении. На конкурсе была исполнена англоязычная версия оригинальной песни — «Hear my plea» (рус. Услышь мою мольбу). В полуфинале композиция заняла лишь семнадцатое место с результатом в 49 баллов, что не дало конкурсантам пройти в финал конкурса. На данный момент этот результат является худшим за всю историю участия Албании на Евровидении.